# 墨田
墨田（日语：／ Sumida */?）是東京都墨田區的町名。現行行政地名為墨田一丁目至墨田五丁目。郵遞區號131-0031。

## 地理
位於墨田區北部。墨田區役所東北方約2.4公里處。東北與葛飾區堀切之間以荒川為界，東接八廣，南通東向島，西連堤通，西北與足立區千住曙町之間以舊綾瀨川為界。町域西北邊為墨田區-足立區區界，東北邊為墨田區-葛飾區區界。荒川堤防上為都道449號線，東邊有水戶街道，西邊有墨堤通。町域中部有南北向的東武鐵道鐵路路廊，設有鐘淵站。首都高速道路高架道路通過北部地區，但未設出入口。

## 歷史
江戶時代為須田村，天保年間改為隅田。1965年（昭和40年）成立墨田。

### 地名由來
成立時採用同音的「墨」。
古時有墨田、住田、須田、角田、隅田等寫法：
- 伊勢物語：「武蔵と下総の中に有る角田（すみだ）川の堤におりいて、思い侍るに…」
- 承和2年（835年）太政官符：「武蔵・下総両国境、住田（すだ）河…」
- 吾妻鏡：「今日、武衛（源頼朝）の御乳母故八田武者家経の息女・・・隅田の宿に参向す…」
- 貞和2年（1346年）9月8日的《鎌倉府執事奉書》：「江戸次郎太郎重通申す。武蔵国石浜・墨田波・鳥越三ヶ村の事…」
- 義經記：「さてこそ太日、墨田打ち越えて、板橋に著き給ひけり…」

## 交通

### 鐵路
- 東武伊勢崎線：鐘淵站

### 道路、橋梁
道路
- 國道6號（水戶街道）
- 東京都道449號新荒川堤防線
- 東京都道461號吾妻橋伊興町線（墨堤通）

橋梁
- 荒川
  - 新荒川橋（首都高速6號向島線）
  - 四木橋（國道6號 <水戸街道>）
- 舊綾瀬川
  - （名稱不明）

## 設施
- 墨田區役所墨田第二出張所（墨田二丁目）
- 墨田區立梅若小學校（墨田二丁目）
- 荒川四木橋綠地（荒川河川敷。墨田四、五丁目）
- 運動公園（墨田五丁目）

## 備註
1. ↑  墨田区世帯人口現況8月分[永久]